# ألكساندرا وردن
ألكساندرا وردن (بالإنجليزية: Alexandra Worden)‏ هي عالمة أحياء دقيقة أمريكية، ولدت في 1970 في مقاطعة ميدلسيكس في الولايات المتحدة.